# Городские населённые пункты Адыгеи
В составе Адыгеи находятся 5 городских населённых пунктов, в том числе:
- 2 города — республиканского значения, в рамках организации местного самоуправления образуют отдельные городские округа,
- 3 посёлка городского типа — все они входят в районы (в рамках организации местного самоуправления входят в муниципальные районы).

## Города
| № | название | город республиканского значения (городской округ) | население (чел.) | основан | статус города | герб | прежнее название                        |
| - | -------- | ------------------------------------------------- | ---------------- | ------- | ------------- | ---- | --------------------------------------- |
| 1 | Адыгейск | Адыгейск                                          | ↗13 247          | 1969    | 1976          |      | до 1976 — Адыгейский до 1990 — Теучежск |
| 2 | Майкоп   | Майкоп                                            | ↘137 899         | 1857    | 1870          |      |                                         |

## Посёлки городского типа
| № | название     | район                | население (чел.) | основан | статус пгт | герб | прежнее название |
| - | ------------ | -------------------- | ---------------- | ------- | ---------- | ---- | ---------------- |
| 1 | Тлюстенхабль | Теучежский район     | ↘7240            | 1840    | 1973       |      | Дворянский       |
| 2 | Энем         | Тахтамукайский район | ↗28 209          | 1890    | 1967       |      |                  |
| 3 | Яблоновский  | Тахтамукайский район | ↗56 972          | 1888    | 1958       |      |                  |

### Бывшие пгт
- Адыгейск — пгт с 1973 года. Преобразован в город Теучежск в 1976 году (с 1990 года — Адыгейск).
- Каменномостский — пгт с 1948 года. Преобразован в сельский населённый пункт в 2011 году[6][7][8].
- Тульский — пгт с 1963 года. Преобразован в сельский населённый пункт в 2011 году[9][10].